# Museo de la Mujer (Noruega)

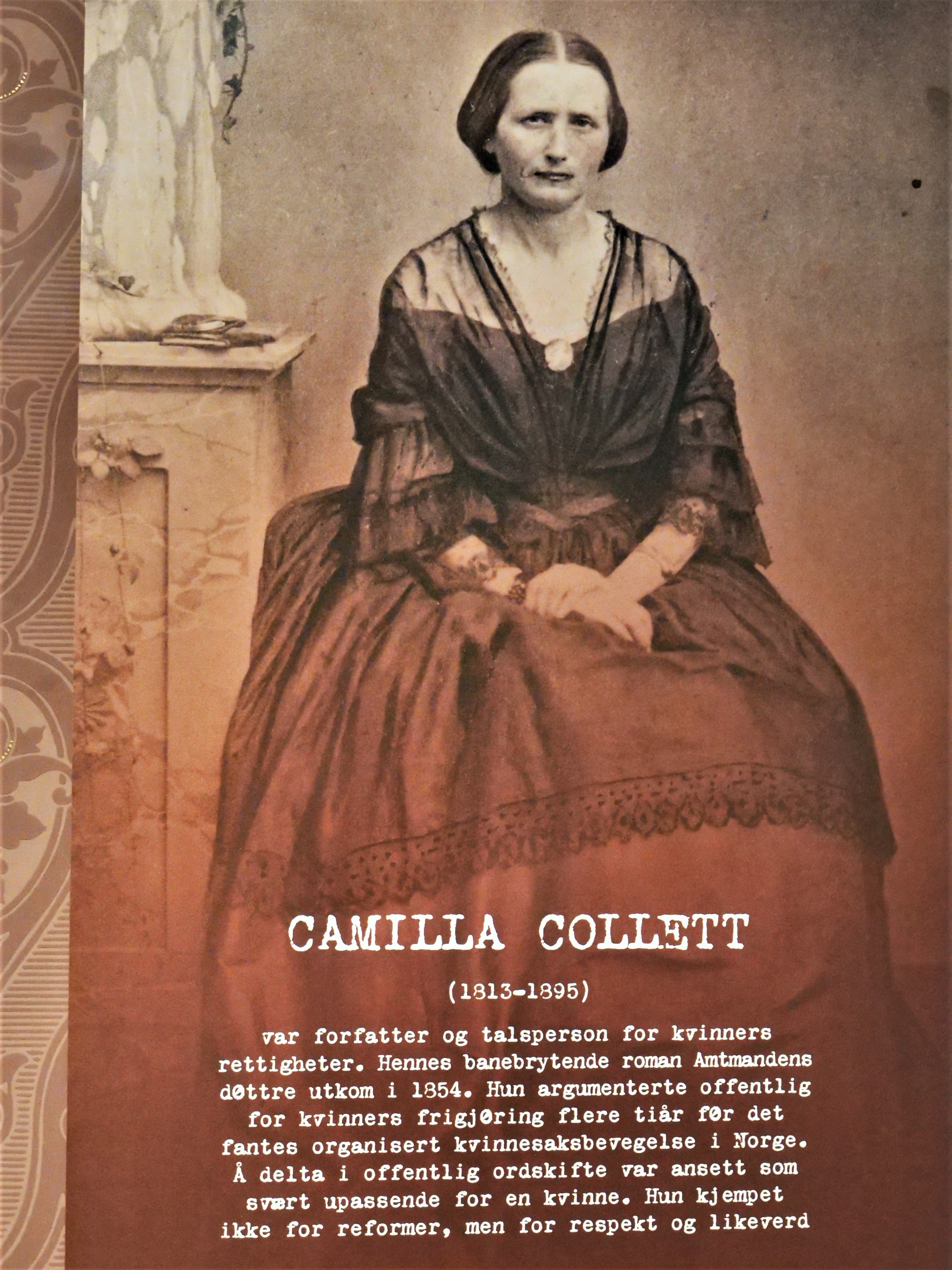
Camilla Collett, pionera de la emancipación de la mujer en Noruega.

El Museo de la Mujer (en noruego Kvinnemuseet) es un museo ubicado en la ciudad de Kongsvinger. Fue inaugurado en 1995 y está dedicado a documentar la historia de la emancipación de las mujeres en Noruega y las obras de sus protagonistas. Tiene como objetivo inspirar en el avance para una sociedad más igualitaria. El museo pertenece a los museos de Glåmdal y forma parte del Museo Hedmark. 
Está ubicado en una de las casas de madera que figuran en la parte alta de la ciudad, cerca de la fortaleza Kongsvinger que había sido el hogar de la infancia de Dagny Juel desde 1857.
Parte del museo es una biblioteca con literatura específica sobre mujeres. 

## Exposiciones del museo

### Exposiciones permanentes
- Historias de la lucha de las mujeres  con cuatro retratos cinematográficos)
- og mennesket, Dagny Juel. (Su Dagny. Sobre el autor, músico, Bohemienne - y sobre la persona Dagny Juel)
- Lek for livet. Om barndom, lek og kjønn. (Juego para la vida. Sobre la infancia, el juego y el género)

### Exposiciones realizadas
- Exposición de verano 2018: Entre líneas. Norske bildkunstneres svar på #MeToo. (Entre líneas. La respuesta de las bellas artes noruegas a #MeToo. )
- Kvinnesak - él det noen sak? ("Lo de las mujeres, ¿es eso una cosa?" O "Movimiento de mujeres - ¿es este un movimiento?") - de 2009
- Desnudo en lek. . . Om jenter, cuneta og leketøy. (Solo un juego ... sobre niñas, niños y juguetes)
- Damas i Berlín. Dagny Juel (La dama de Berlín - Dagny Juel)
- Historien om Rolighed (La historia de la casa Rolighed)

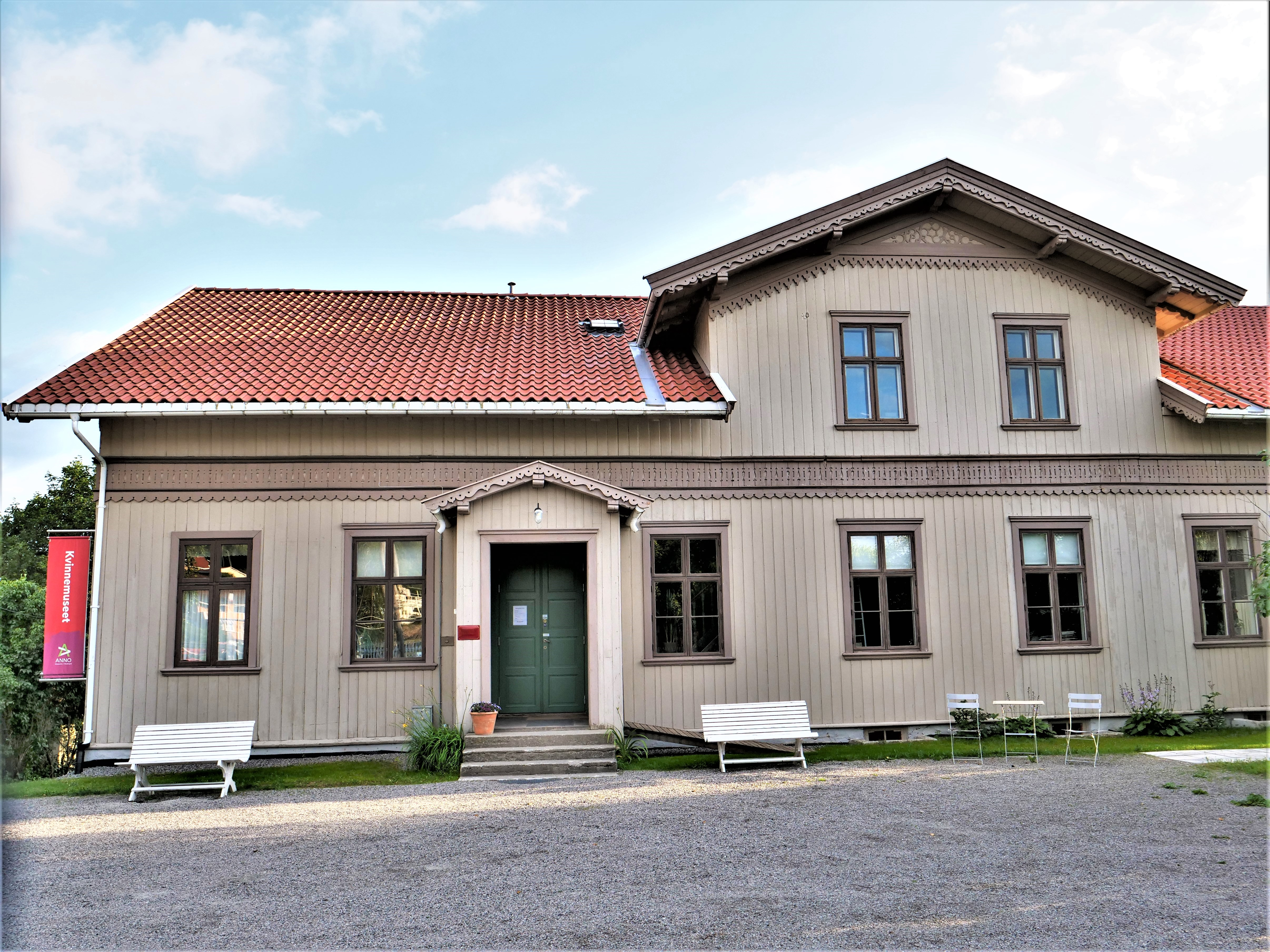
Vista a la calle del Museo de las Mujeres
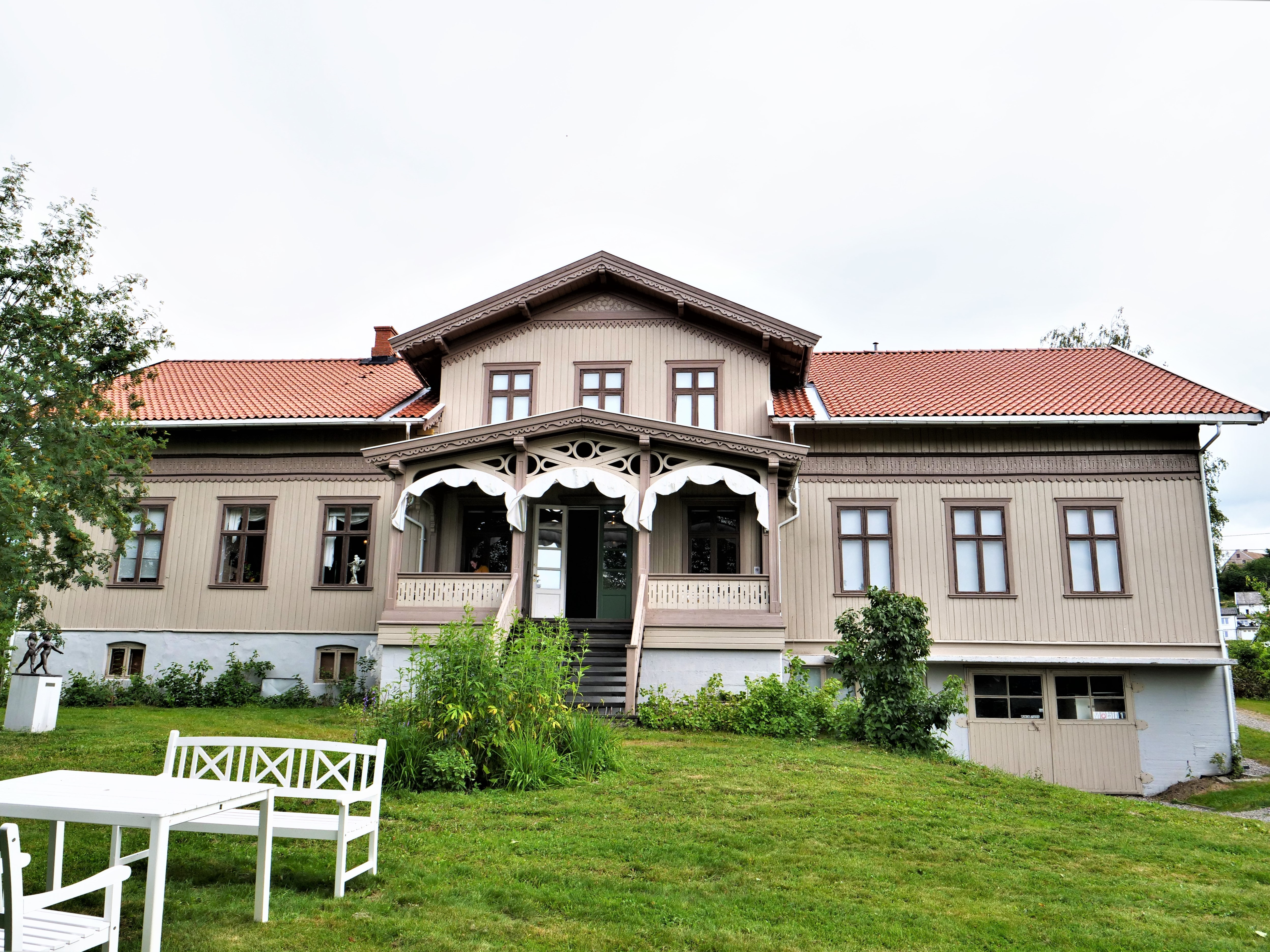
Vista del edificio junto al jardín 2019
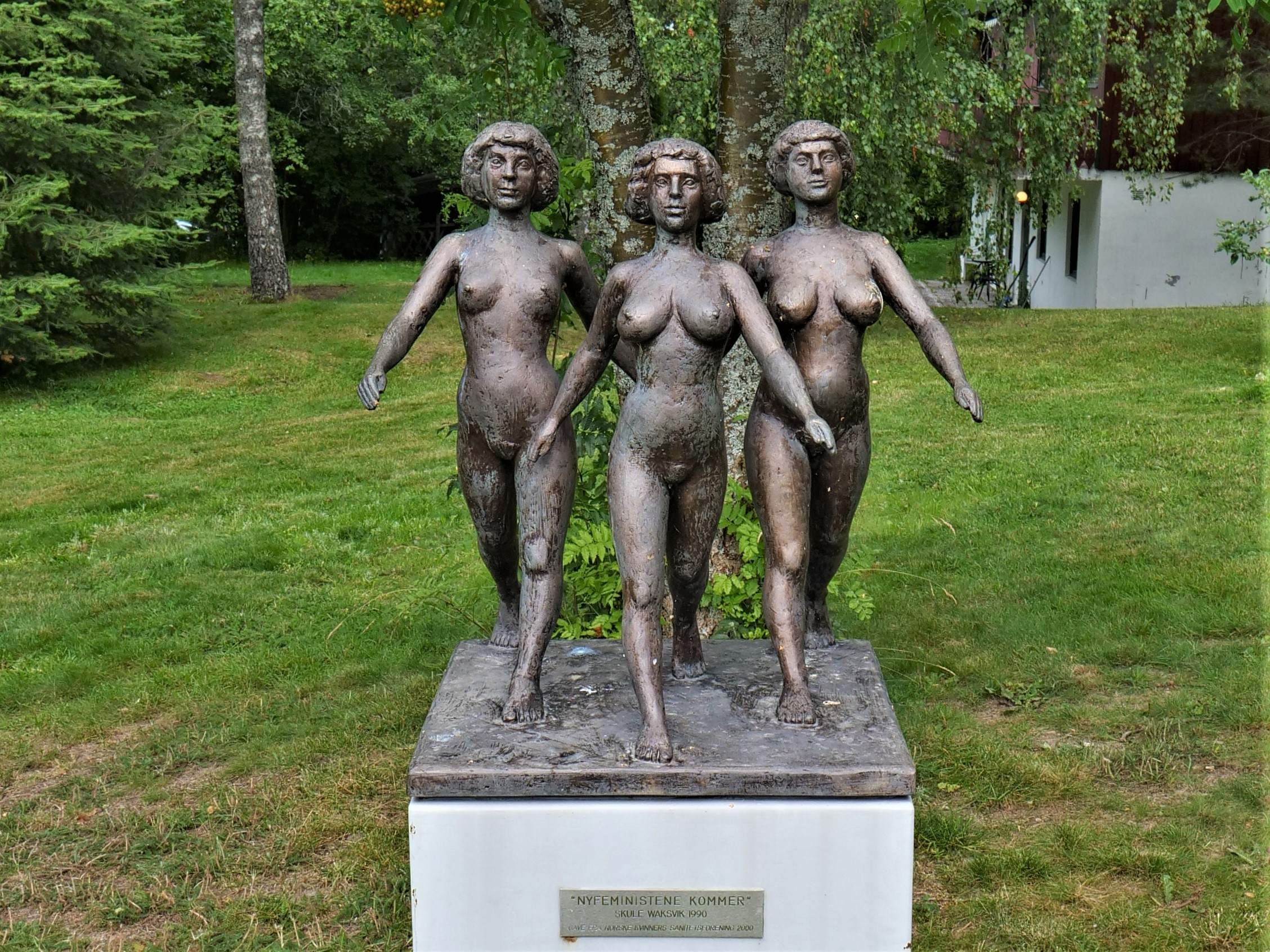
Grupo escultórico "nuevas feministas"
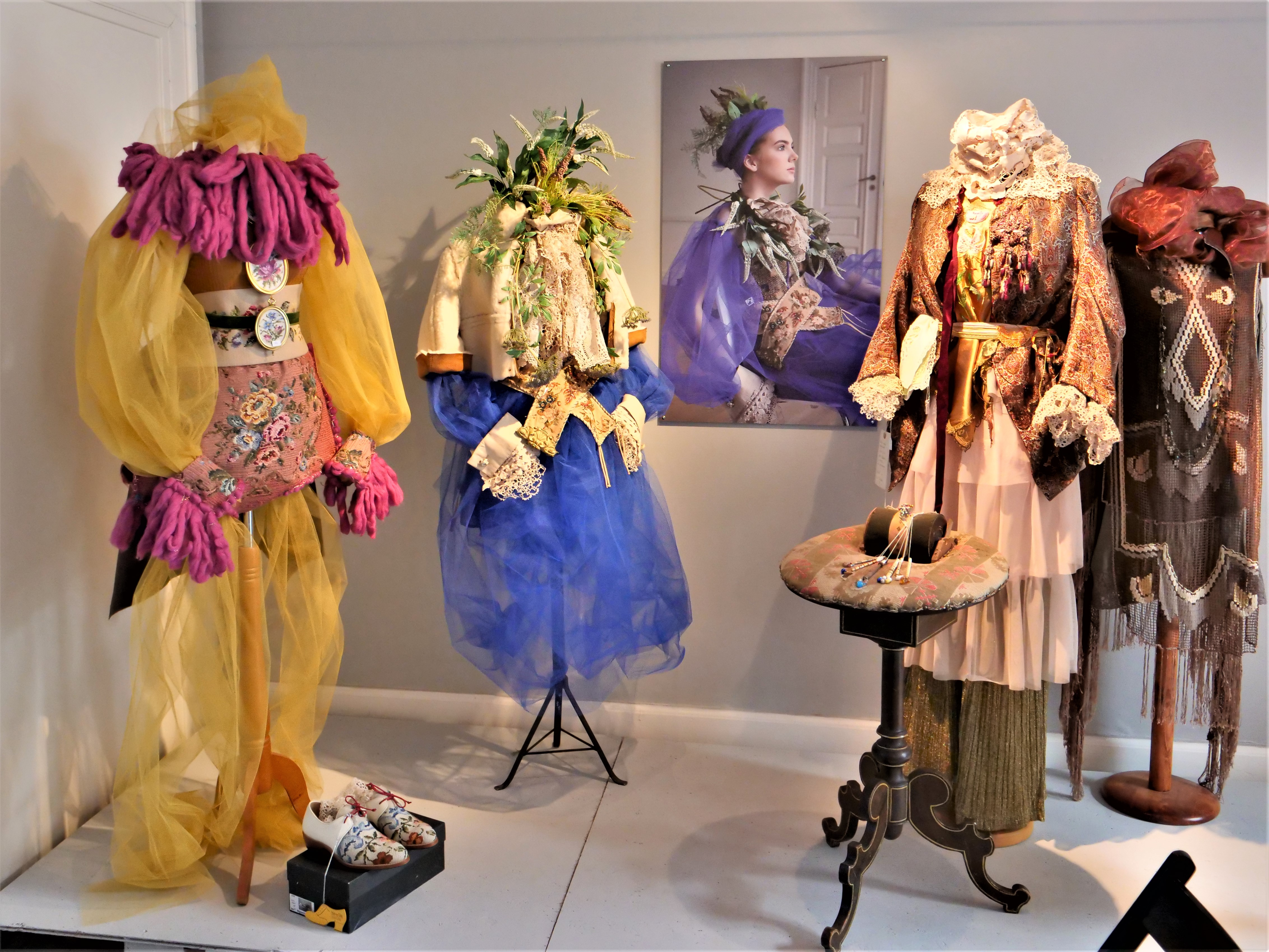
Exposición de verano 2019 (KE Halkjelsvik)
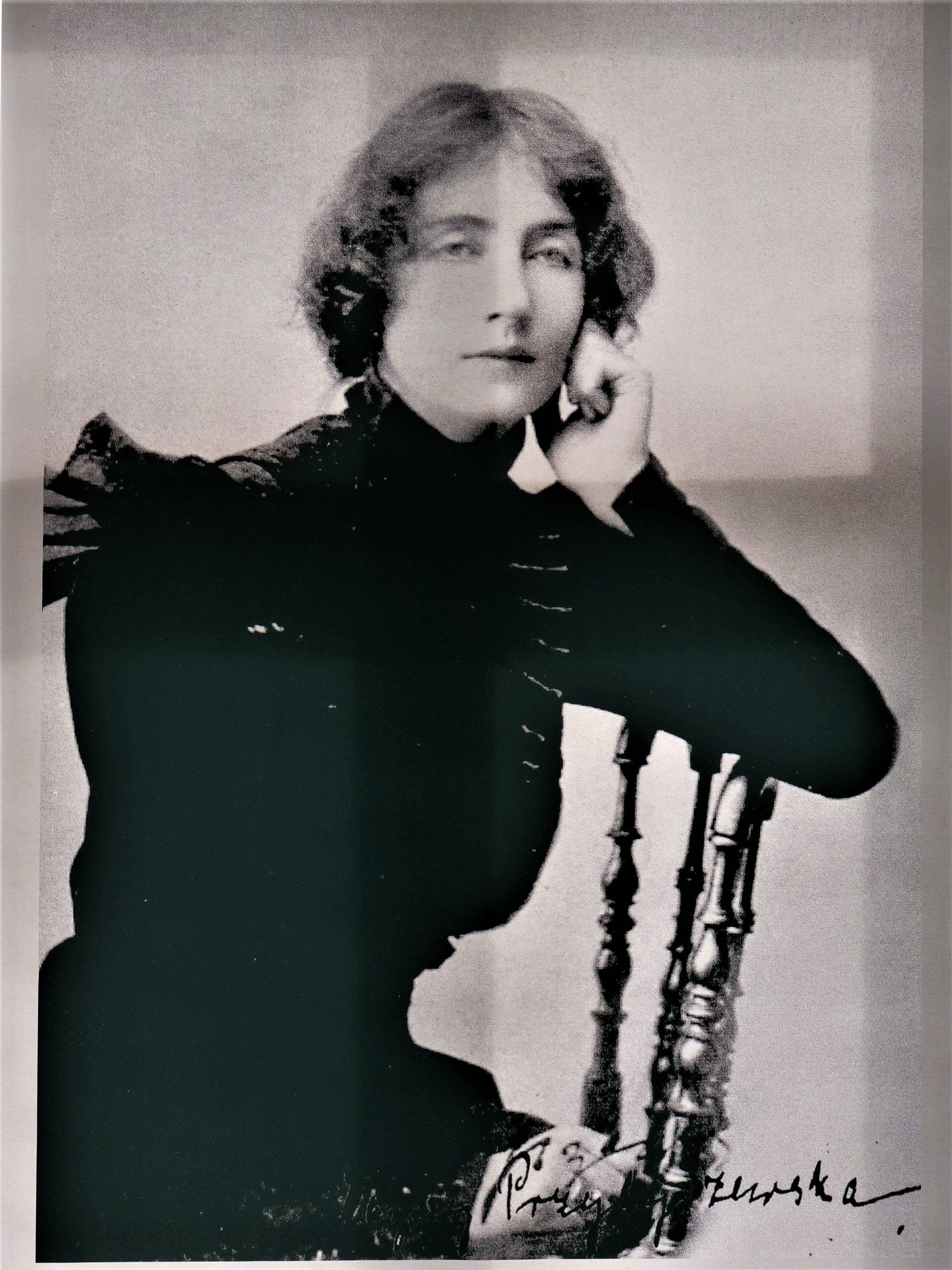
Dagny Juel (reproducción de fotos del museo)